# Greg Howe (album)
Greg Howe címmel jelent meg Greg Howe amerikai gitáros, dalszerző debütáló albuma 1988-ban. Az albumot a Mike Varney nevével fémjelzett Shrapnel Records adta ki. Varney nemcsak a kiadást intézte, hanem a produceri teendőket is magára vállalta. A lemezen olyan illusztris zenészek szolgáltatták a ritmusalapokat, mint Billy Sheehan és Atma Anur. A korong már csak ezen vendégzenészek jelenléte miatt is nagy feltűnést keltett, Howe pedig hamar a korszak egyik elismert gitárhősévé vált, így a lemez megjelenését követően számos koncertet tartott Amerika-szerte.
A teljes egészében instrumentális muzsikát tartalmazó korongot 2009-ben a Guitar World magazin "minden idők 10 legjobb shredder albuma" listáján a 10. helyre rangsorolta.

## Számlista
Az összes dal szerzője Greg Howe. 
| 1.    | Kick It All Over | 5:03 |
| 2.    | The Pepper Shake | 4:11 |
| 3.    | Bad Racket       | 3:43 |
| 4.    | Super Unleaded   | 5:38 |
| 5.    | Land of Ladies   | 4:25 |
| 6.    | Straight Up      | 3:58 |
| 7.    | Red Handed       | 5:23 |
| 8.    | After Hours      | 3:33 |
| 9.    | Little Rose      | 5:50 |
| 41:44 |                  |      |

## Közreműködők
- Greg Howe – gitár
- Atma Anur – dob
- Billy Sheehan – basszusgitár
- Steve Fontano – hangmérnök
- Mark Rennick – keverés
- Joe Marquez – keverés
- Marc Reyburn – keverés
- Steve Hall – maszter
- Mike Varney – producer